# Apollonia (Gemeindebezirk)
Apollonia ist seit 1. Januar 2011 ein Gemeindebezirk in der Gemeinde Volvi im Südosten des Regionalbezirks Thessaloniki. Vor der Kallikratis-Reform war Apollonia eine eigenständige Gemeinde. Sitz der ehemaligen Gemeinde war der Ort Nea Apollonia. Benannt wurde der Gemeindebezirk nach der antiken Stadt Apollonia Mygdoniorum.

## Gliederung
Die Gemeinde Apollonia ist in einen Stadtbezirk uns vier Ortsgemeinschaften geteilt.
Die Einwohnerzahlen stammen aus dem Ergebnis der Volkszählung 2011.
- Stadtbezirk Nea Apollonia – Δημοτική Κοινότητα Νέας Απολλωνίας – 1.922
  - Loutra Volvis – Λουτρά Βόλβης – 54
  - Mesopotamo – Μεσοπόταμο – 17
  - Nea Apollonia – Νέα Απολλωνία – 1.851
- Ortsgemeinschaft Melissourgos – Τοπική Κοινότητα Μελισσουργού – 417
  - Melissourgos – Μελισσουργός – 417
- Ortsgemeinschaft Nikomidinon – Τοπική Κοινότητα Νικομηδινού – 519
  - Nikomidino – Νικομηδινό – 519
- Ortsgemeinschaft Peristerona – Τοπική Κοινότητα Περιστερώνας – 442
  - Peristerona – Περιστερώνα – 394
  - Platia – Πλατεία – 27
  - Spatakia – Σπιτάκια – 21
- Ortsgemeinschaft Stivos – Τοπική Κοινότητα Στίβου – 576
  - Stivos – Στίβος – 576